# 시마네현도 제316호선
316번 시마네현도(일본어: 島根県道316号中村津戸港線→시마네현도 316호 나카무라-쓰도항선)는 오키군 오키노시마정의 나카무라에서 쓰도항(오키군 오키노시마장 쓰도에 소재)까지 이어주는 일반 현도이다.

## 노선 정보
- 기점 : 오키군 오키노시마정 나카무라 (국도 제485호선과 교차)
- 종점 : 오키군 오키노시마정 쓰도·쓰도항
- 실제 연장 : 20.7 km

## 지리
- 통과하는 지자체 : 오키군 오키노시마정
- 접속하는 도로 : 다음과 같음.
  - 국도 : 국도 제485호선
  - 현도 : 시마네현도 제44호 사이고 쓰마코리 선
- 주요 시설 : 죠시 댐
- 명소, 유적, 관광지 : 이가호[1], 아일랜드파크